# الن چرچ
 الن چرچ (انگلیسی: Ellen Church؛ ۲۲ سپتامبر ۱۹۰۴ – ۲۲ اوت ۱۹۶۵) یک پرستار اهل ایالات متحده آمریکا بود.